# Barbarea vulgaris
L'erba di santa Barbara comune (Barbarea vulgaris  R.Br., 1812) è una pianta erbacea, perenne appartenente alla famiglia delle Brassicaceae.

## Tassonomia
La famiglia delle Brassicaceae (assieme alle Asteraceae) è una delle più numerose delle Angiosperme con circa 350 generi e 3000 specie, diffusa principalmente nella fascia temperata e fredda del nostro globo. Il genere Barbarea comprende 22 specie, 7 delle quali sono presenti spontaneamente sul territorio italiano.

Il Sistema Cronquist assegna la famiglia delle Brassicaceae all'ordine Capparales mentre la moderna classificazione APG la colloca nell'ordine delle Brassicales. Sempre in base alla classificazione APG sono cambiati anche i livelli superiori (vedi tabella a destra).

Nelle classificazioni più vecchie la famiglia del genere Barbarea era chiamata anche Crociferae e a volte Cruciferae.

Nelle prime classificazioni scientifiche di Carl von Linné (Rashult, 23 maggio 1707 – Uppsala, 10 gennaio 1778) questa pianta aveva una diversa denominazione: Erysimum barbarea.

### Variabilità
La variabilità di questa specie si manifesta nei seguenti caratteri:
- il portamento eretto o patente dei peduncoli dei frutti;
- la forma delle silique (dritte o arcuate).

Nell'elenco che segue sono indicate alcune varietà e sottospecie (l'elenco può non essere completo e alcuni nominativi sono considerati da altri autori dei sinonimi della specie principale o anche di altre specie):
- Barbarea vulgaris R.Br. formato hirsuta (Weihe) Fernald  (1943)
- Barbarea vulgaris R.Br. formato plena Fernald  (1943)
- Barbarea vulgaris R.Br. formato vulgaris
- Barbarea vulgaris R.Br. proles arcuata (Opiz) Rouy & Foucaud in Rouy (1893) (sinonimo della subsp. arcuata)
- Barbarea vulgaris R.Br. proles rivularis (Martrin-Donos) Rouy & Foucaud in Rouy (1893) (sinonimo della subsp. vulgaris var. rivularis)
- Barbarea vulgaris R.Br. subsp. arcuata (Opiz.) Fries.
- Barbarea vulgaris R.Br. subsp. arcuata (Opiz) Neuman (1901)
- Barbarea vulgaris R.Br. subsp. intermedia (Boreau) Bonnier (1912) (sinonimo = B. intermedia)
- Barbarea vulgaris R.Br. subsp. intermedia (Boreau) Maire (1932)
- Barbarea vulgaris R.Br. subsp. pinnata (Lebel ex Rouy & Foucaud) Bonnier (1912) (sinonimo = B. intermedia)
- Barbarea vulgaris R.Br. subsp. praecox (Sm.) Bonnier (1912) (sinonimo = B. verna)
- Barbarea vulgaris R.Br. subsp. pyrenaica (Jordan) Bonnier (1912) (sinonimo = B. intermedia)
- Barbarea vulgaris R.Br. subsp. rivularis (Martrin-Donos) Sudre (1907) (sinonimo della var. rivularis)
- Barbarea vulgaris R.Br. subsp. silvestris (Jordan) Bonnier (1912)
- Barbarea vulgaris R.Br. subsp. stricta (Andrz.) Arcangeli (1882) (sinonimo = B. stricta)
- Barbarea vulgaris R.Br. subsp. taurica (DC.) Arcangeli (1882) (sinonimo della subsp. arcuata)
- Barbarea vulgaris R.Br. subsp. vulgaris
- Barbarea vulgaris R.Br. var. arcuata (Opiz ex J. & C. Presl) Fries. : le silique sono arcuate.
- Barbarea vulgaris R.Br. var. brachycarpa Rouy & Foucaud (1893) (sinonimo della subsp. arcuata)
- Barbarea vulgaris R.Br. var. gracilis DC. (1824)
- Barbarea vulgaris R.Br. var. hirsuta Fernald (1909)
- Barbarea vulgaris R.Br. var. longisiliquosa Carion (sinonimo della var. rivularis)
- Barbarea vulgaris R.Br. var. orthoceras (Ledeb.) Regel
- Barbarea vulgaris R.Br. var. pinnatifida Regel (1861)
- Barbarea vulgaris R.Br. var. plantaginea (DC.) Regel (1861)
- Barbarea vulgaris R.Br. var. rivularis (Martrin-Donos) P. Fourn. (1936)
- Barbarea vulgaris R.Br. var. stricta (Andrz.) Coss.
- Barbarea vulgaris R.Br. var. sibirica (Regel) Kom. (1904)
- Barbarea vulgaris R.Br. var. sicula (C. Presl) Hook. f. & T. Anderson (1872)
- Barbarea vulgaris R.Br. var. sylvestris Fries
- Barbarea vulgaris R.Br. var. taurica (DC.) Hook. f. & T. Anderson (1872)
- Barbarea vulgaris R.Br. var. tenella Regel (1861)
- Barbarea vulgaris R.Br. var. transiens Pau & Font Quer (1931)
- Barbarea vulgaris R.Br. var. vulgaris

Nel gruppo della specie di questa scheda viene inclusa anche la specie Barbarea arcuata Rchb.

### Ibridi
Nell'elenco che segue sono indicati alcuni ibridi interspecifici:
- Barbarea × abortiva Hausskn. (1886) – Ibrido fra: B. vulgaris subsp. arcuata e B. vulgaris subsp. vulgaris
- Barbarea × krausei P. Fourn. (1936) – Ibrido fra: B. intermedia e B. vulgaris subsp. vulgaris
- Barbarea × schulzeana Hausskn. (1886) – Ibrido fra: B. stricta e B. vulgaris
- Barbarea × subarcuata P. Fourn. (1936) – Ibrido fra: B. intermedia e B. vulgaris subsp. arcuata

### Sinonimi
La specie di questa scheda ha avuto nel tempo diverse nomenclature. L'elenco che segue indica alcuni tra i sinonimi più frequenti:
- Barbaraea vulgaris
- Barbarea arcuata (Opiz ex J. & C. Presl) Rchb (sinonimo della var. arcuata)
- Barbarea australis Hooker fil. (1867), non Jordan
- Barbarea barbarea (L.) MacMill.
- Barbarea hirsuta Weihe (1830)
- Barbarea iberica (Willd.) DC. (1821)
- Barbarea kayseri Schur (1853)
- Barbarea lyrata Ascherson (1866)
- Barbarea macrophylla Halácsy
- Barbarea pseudostricta Brendes (sinonimo della var. rivularis)
- Barbarea rivularis Martrin-Donos (1864), non Loret  (sinonimo della var. rivularis)
- Barbarea stricta auct. non Andrz.
- Barbarea silvestris Jordan (1860)
- Barbarea stolonifera Pomel (1875)
- Barbarea taurica DC. (1821) (sinonimo della subsp. arcuata)
- Campe barbarea (L.) W. Wight ex Piper.
- Campe stricta auct. non (Andrz.) W. Wight Ex Piper
- Crucifera barbarea (L.) E.H.L. Krause
- Erysimum arcuatum Opiz ex J. & C. Presl
- Erysimum barbarea L.

### Specie simili
Tutte le specie del genere Barbarea sono abbastanza simili, specialmente nella forma dei fiori tutti gialli. In particolare la specie di questa scheda può essere confusa con:
- Barbarea stricta Andrz. - Erba di Santa Barbara stretta: si distingue per le foglie cauline che sono decisamente abbraccianti, quasi avvolgenti il caule.
- Barbarea verna (Miller) Asch. -  Erba di Santa Barbara invernale: i lobi laterali delle foglie sono più numerosi, più distanziati e lanceolati (quasi filiformi).
- Barbarea intermedia Boreau -  Erba di Santa Barbara di Aosta: il lobo apicale è più simile a quelli laterali e i racemi floreali sono privi di foglie.

## Etimologia
Il nome generico (Barbarea) è stato assegnato dal botanico scozzese Robert Brown (21 dicembre 1773 – 10 giugno 1858) in una pubblicazione del 1812, probabilmente in onore di Santa Barbara. Mentre L'epiteto specifico (vulgaris) indica che si tratta di una specie comune.

In lingua tedesca questa pianta si chiama Gewöhnliche Winterkresse oppure Gewöhnliches Barbarakraut; in francese si chiama Barbarée vulgaire oppure Herbe de Sainte-Barbe; in inglese si chiama: Winter-cress  oppure Yellow rocket

## Descrizione

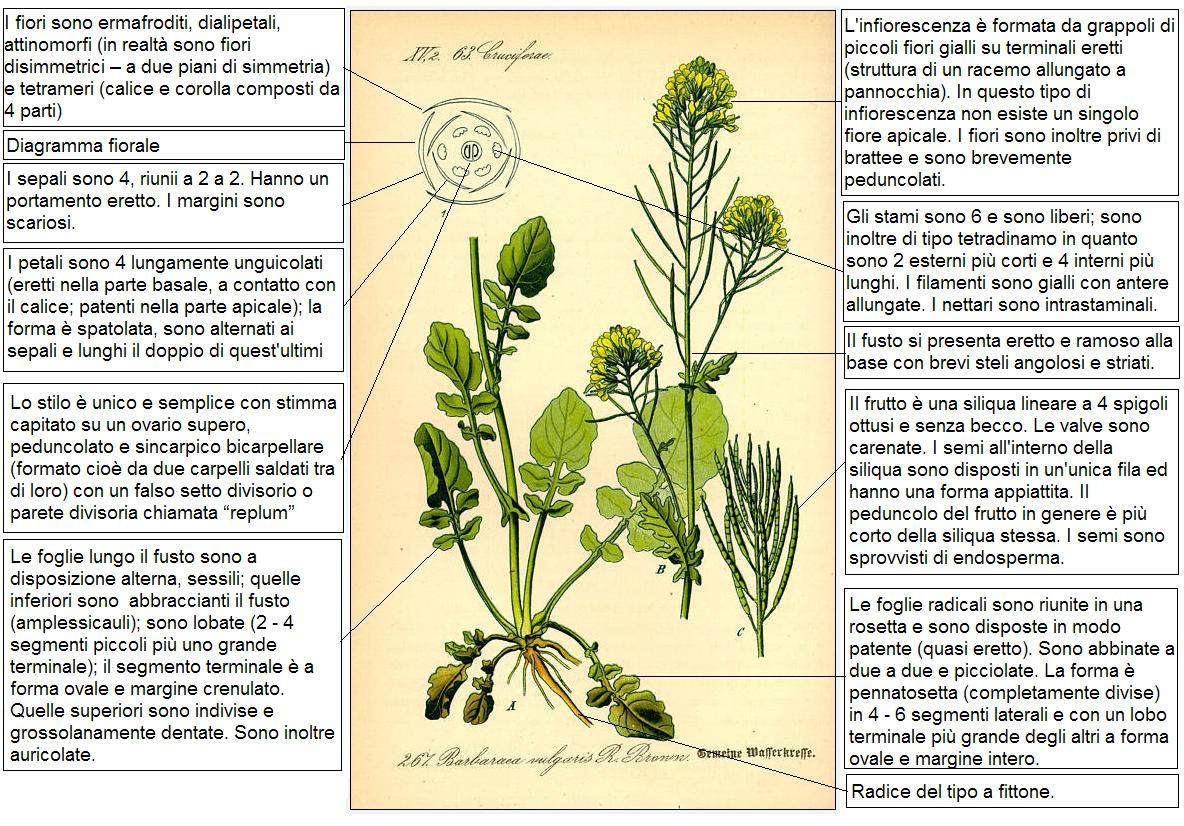
Descrizione delle parti della pianta

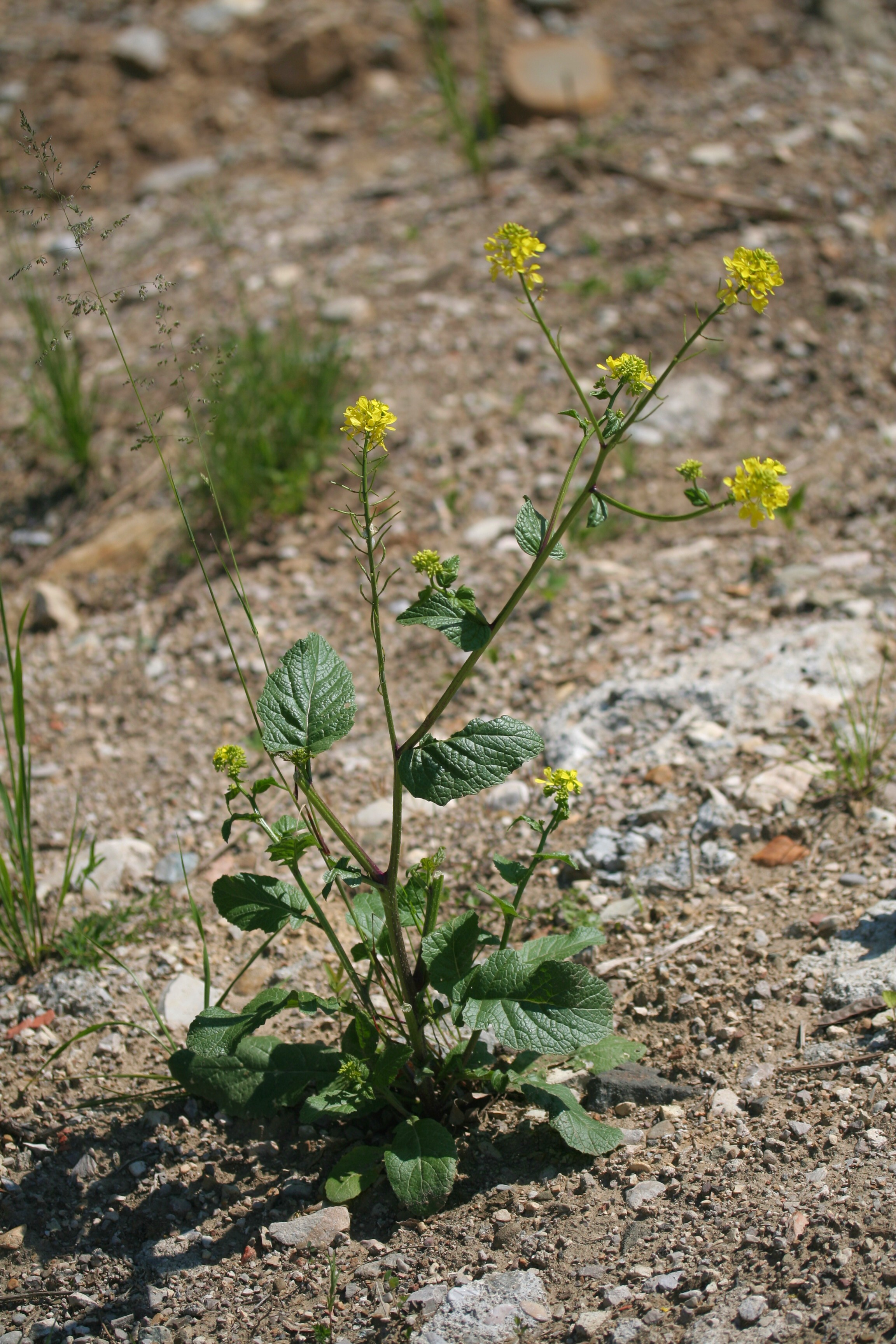
Il portamento
Località: Pasa, Sedico (BL), 356 m s.l.m. - 14/05/2008

La Barbarea vulgaris è una specie bienne o perenne. Tutta la panta emana un odore nauseabondo ed è glabra (o al massimo scarsamente pelosa). L'altezza varia da 30 a 60 cm (minimo 20 cm; massimo 90 cm). La forma biologica è emicriptofita scaposa (H scap), ossia è una pianta erbacea con gemme svernanti al livello del suolo e protette dalla lettiera o dalla neve, dotata di un asse fiorale più o meno eretto e con poche foglie.

### Radice
La radice è del tipo a fittone.

### Fusto
Il fusto si presenta eretto e ramoso alla base con brevi steli angolosi e striati.

### Foglie

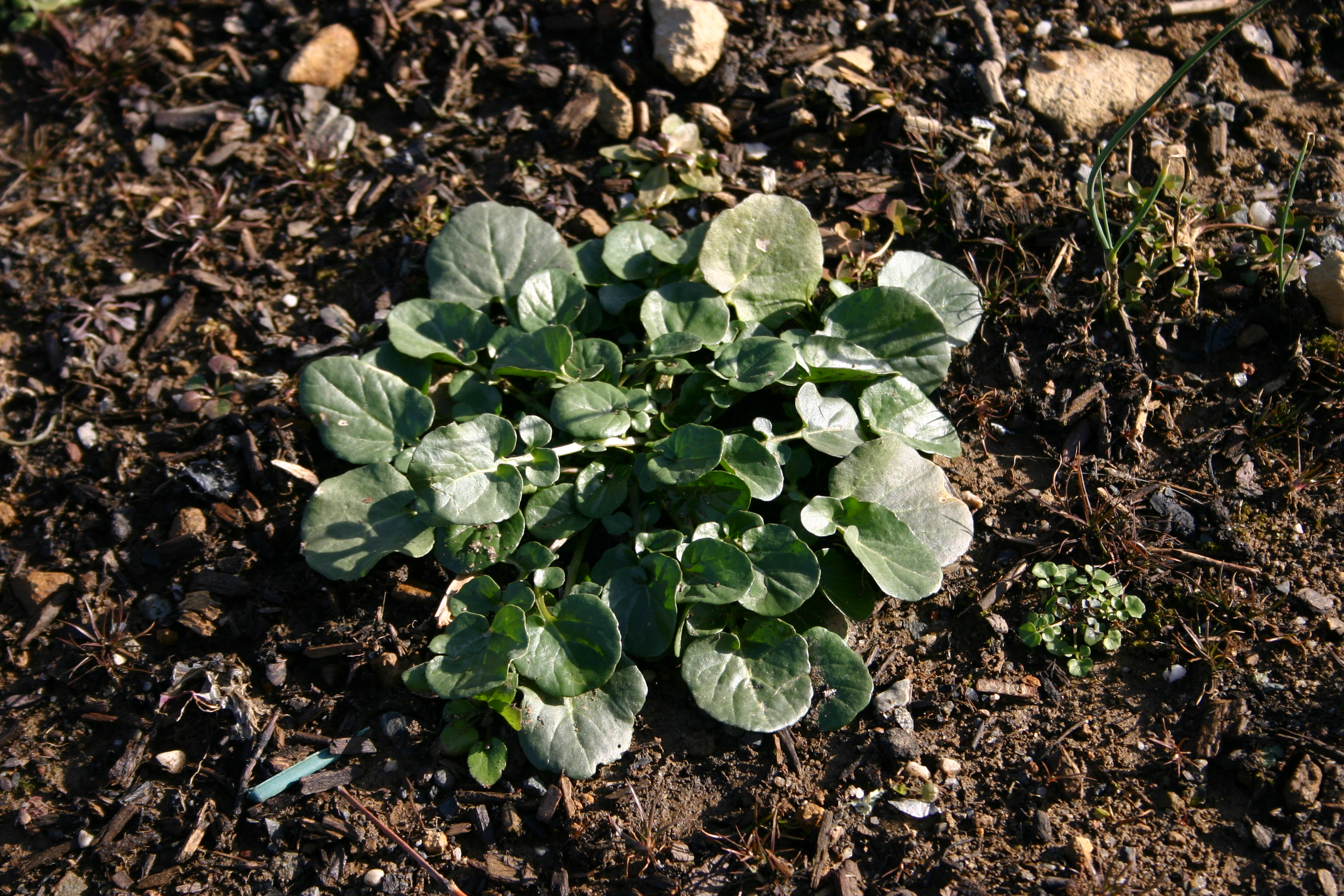
Rosetta basale

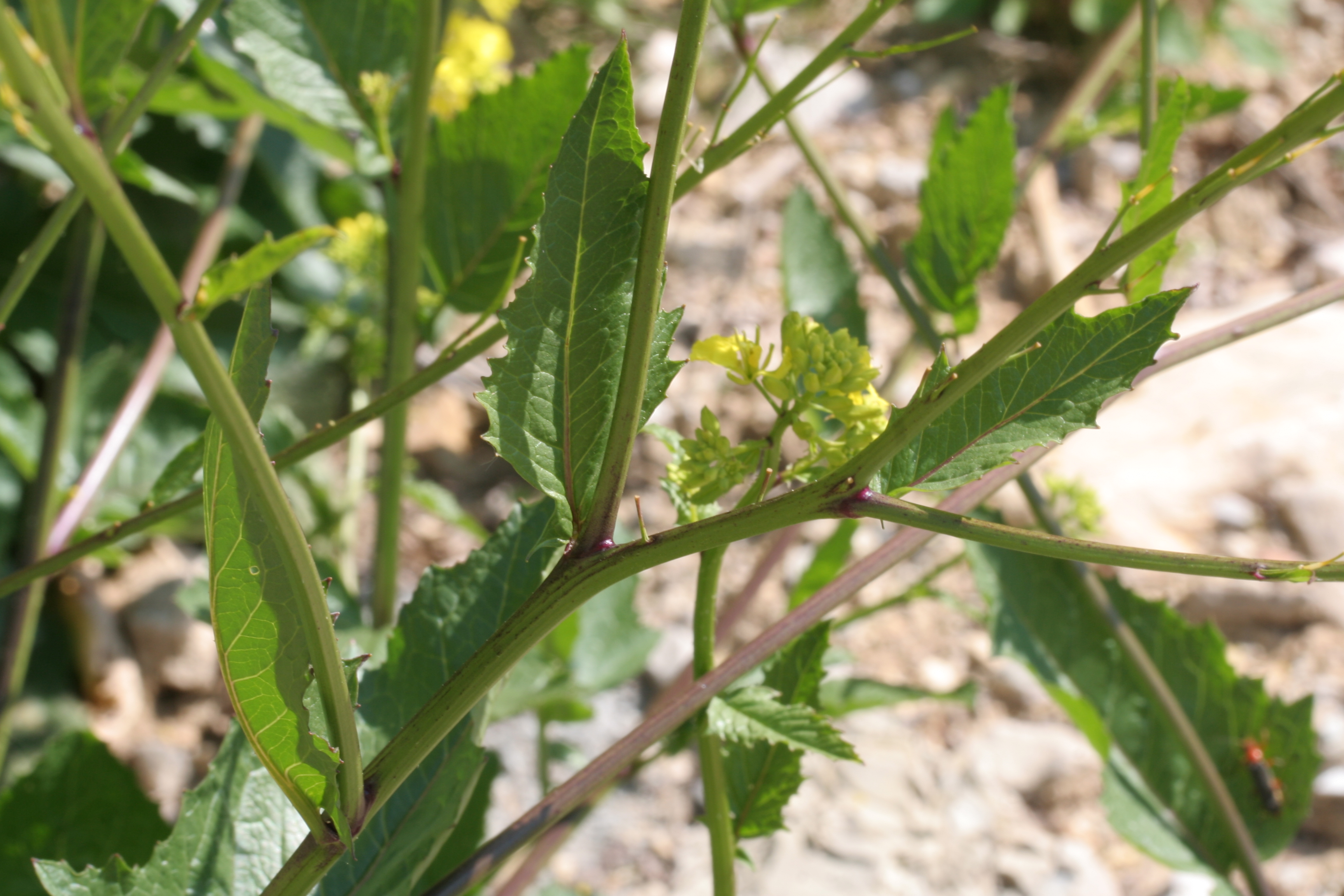
Foglie cauline
Località: Pasa, Sedico (BL), 356 m s.l.m. - 14/05/2008

- Foglie basali: le foglie radicali sono riunite in una rosetta e sono disposte in modo patente (quasi eretto). Sono abbinate a due a due e picciolate. La forma è pennatosetta (completamente divise) in 4 - 6 segmenti laterali e con un lobo terminale più grande degli altri a forma ovale e margine intero. Lunghezza del picciolo  2 – 8 cm. Dimensioni dei lobi laterali: larghezza 1 – 8 mm; lunghezza 0,3 – 20 mm. Dimensione del lobo terminale: larghezza 30 mm; lunghezza 35 mm.
- Foglie cauline: le foglie lungo il fusto sono a disposizione alterna, sessili; quelle inferiori sono abbraccianti il fusto (amplessicauli); sono lobate (2 - 4 segmenti piccoli più uno grande terminale); il segmento terminale è a forma ovale e margine crenulato. Quelle superiori sono indivise e grossolanamente dentate. Sono inoltre auricolate. Dimensione del lobo terminale: larghezza 20 mm; lunghezza 25 mm.

Il colore delle foglie è verde gaio.

### Infiorescenza

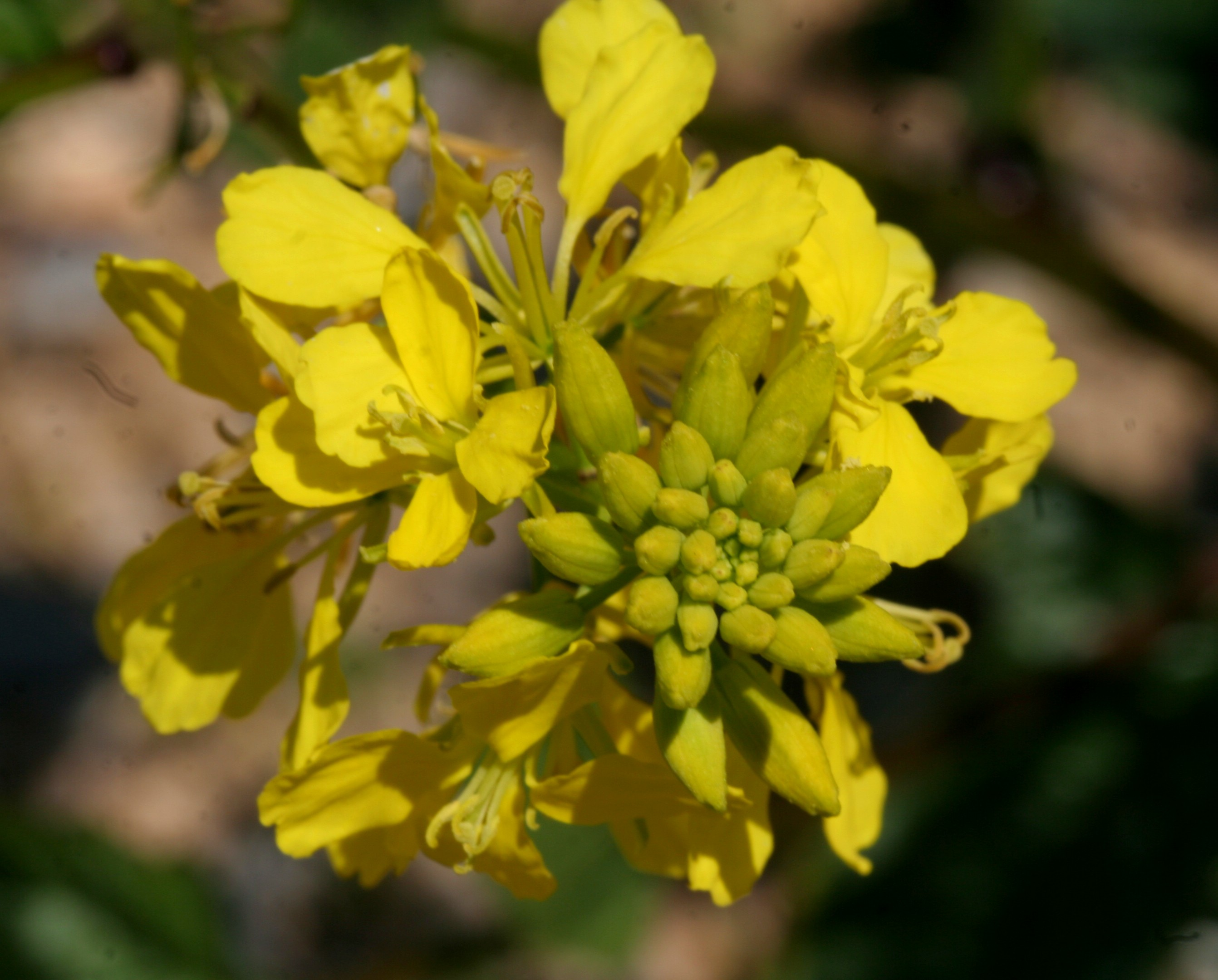
Infiorescenza
Località: Pasa, Sedico (BL), 356 m s.l.m. - 14/05/2008

L'infiorescenza è formata da grappoli di piccoli fiori gialli su terminali eretti (struttura di un racemo allungato a pannocchia). In questo tipo di infiorescenza non esiste un singolo fiore apicale. I fiori sono inoltre privi di brattee e sono brevemente peduncolati. I boccioli sono completamente glabri.

### Fiore

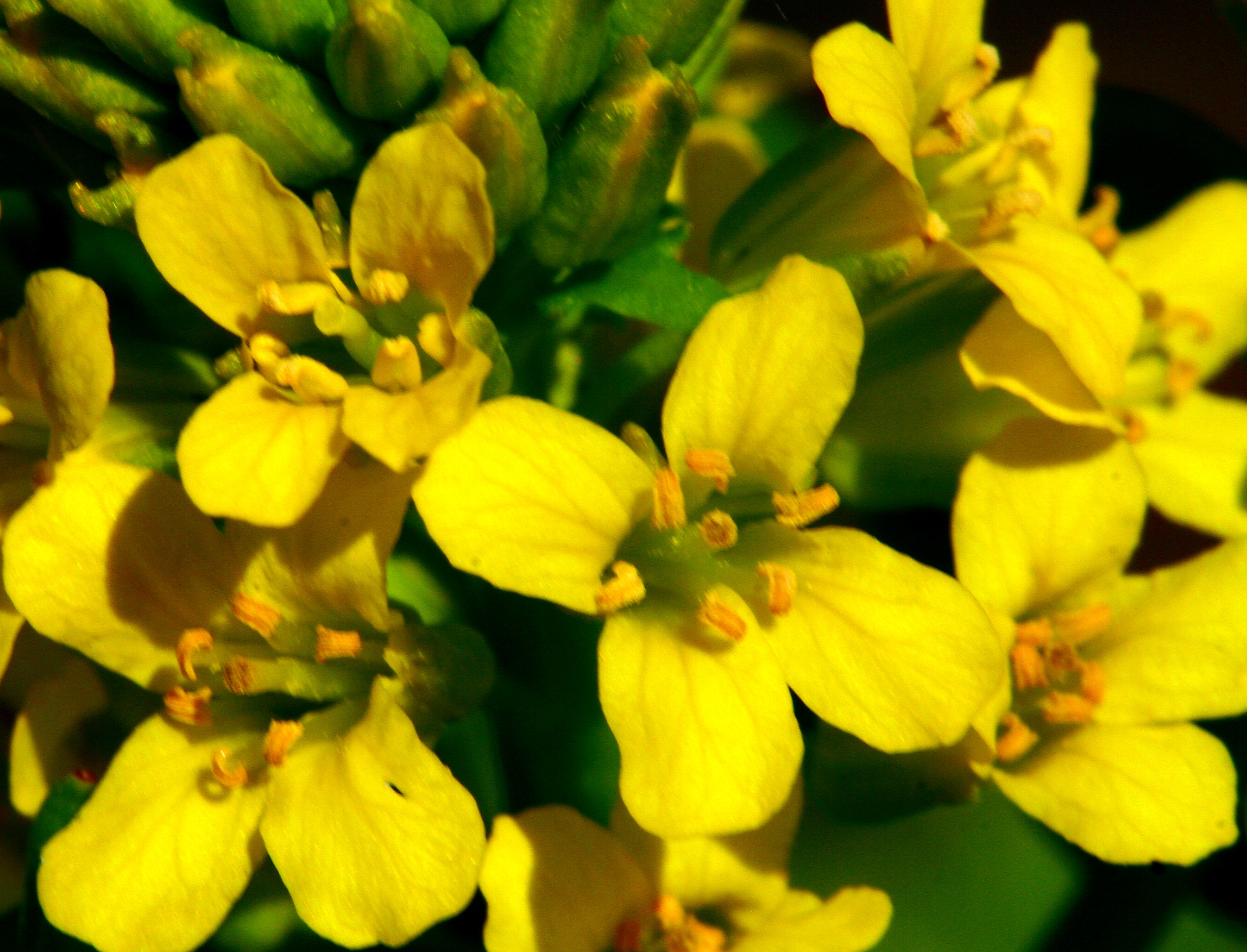
I fiori
Località: Praloran, Limana (BL), 319 m s.l.m. - 16/04/2007

I fiori sono ermafroditi, dialipetali,  attinomorfi (in realtà sono fiori dissimmetrici – a due piani di simmetria) e tetrameri (calice e corolla composti da 4 parti). Dimensione dei fiori 5 – 8 mm.
- Formula fiorale:

* K 2+2, C 4, A 2+4, G 2 (supero)
- Calice: i sepali (di tipo dialisepali) sono 4, riuniti a 2 a 2. Hanno un portamento eretto. I margini sono scariosi. Dimensione dei sepali: larghezza 1  - 1,5 mm; lunghezza 2 - 4  mm.
- Corolla: i petali (di tipo dialipetali) sono 4 lungamente unguicolati (eretti nella parte basale, a contatto con il calice; patenti nella parte apicale); la forma è spatolata, sono alternati ai sepali e lunghi il doppio di questi ultimi: lunghezza 4 – 7 mm (larghezza 1,5 – 2 mm).
- Androceo: gli stami sono 6 e sono liberi; sono inoltre di tipo “tetradinamo” in quanto sono 2 esterni più corti e 4 interni più lunghi. I filamenti sono gialli con antere allungate. I nettari sono “intrastaminali” (= disposti fra gli stami). Lunghezza dei filamenti : 3 – 4,5 mm; lunghezza delle antere : 0,7 – 1,2 mm.
- Gineceo: lo stilo è unico e semplice con stimma capitato su un ovario supero peduncolato e sincarpico bicarpellare (formato cioè da due carpelli saldati tra di loro) con un falso setto divisorio o parete divisoria chiamata “replum”[2][4]. Lunghezza dello stilo : 2 – 3 mm.
- Fioritura: da aprile a luglio.
- Impollinazione: tramite insetti (mosche, api e coleotteri).

### Frutti

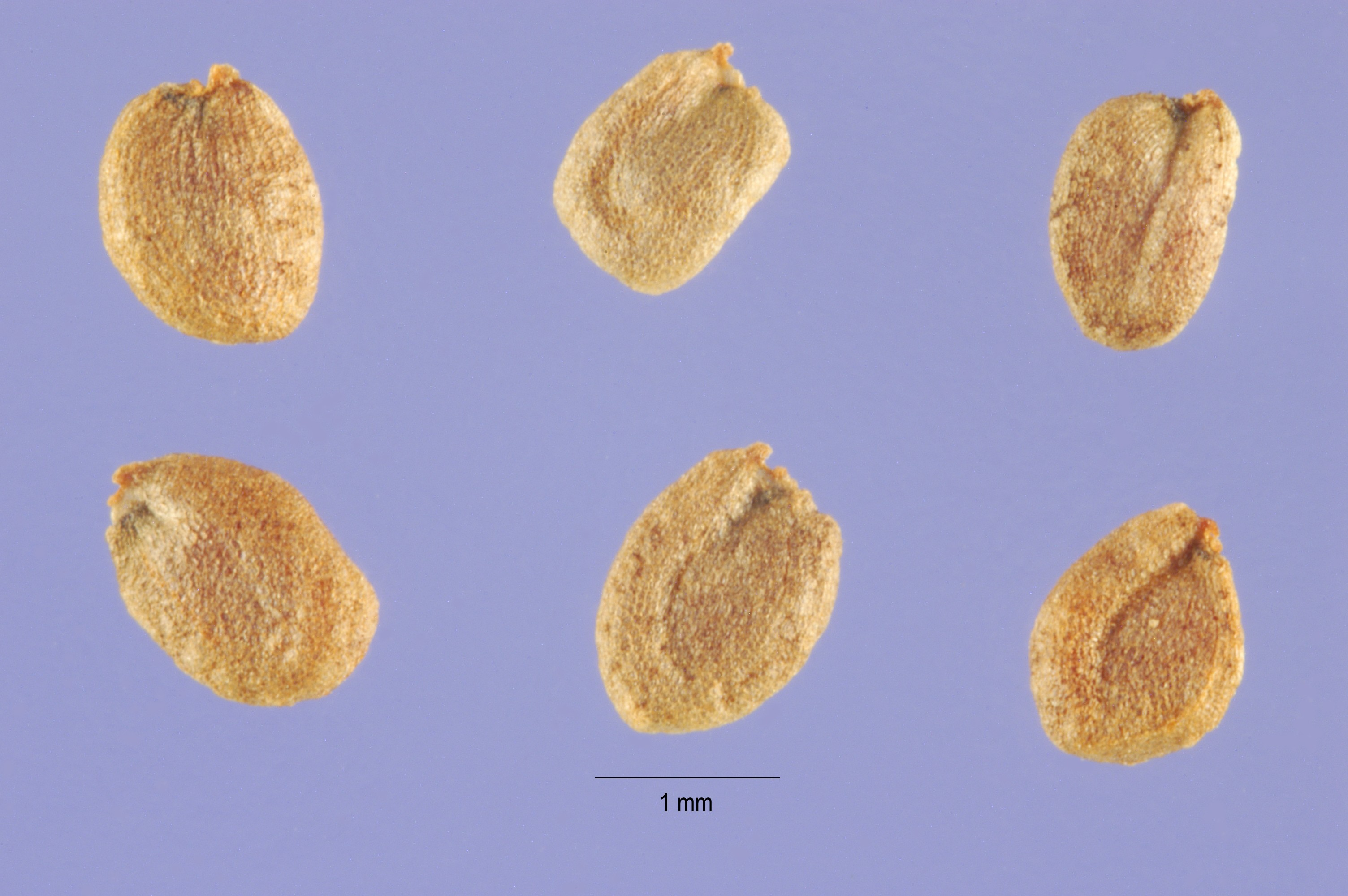
I semi

Il frutto è una siliqua lineare a 4 spigoli ottusi e senza becco. Le valve sono carenate (il nervo mediano è più marcato). I semi (più o meno di colore marrone scuro) all'interno della siliqua  sono disposti in un'unica fila ed hanno una forma appiattita. Il peduncolo del frutto in genere è più corto della siliqua  stessa. La disposizione dei frutti è divergente rispetto all'asse del racemo. I semi sono sprovvisti di endosperma. Lunghezza dei peduncoli 3 – 5 mm. Dimensione delle silique: larghezza 1 – 1,5 mm; lunghezza 20 – 25 mm. Dimensione dei semi: larghezza 1 – 1,2 mm; lunghezza 1,2 – 1,5 mm.

## Distribuzione e habitat
- Geoelemento: il tipo corologico (area di origine) è eurosiberiano o più in generale eurasiatico divenuto poi cosmopolita.
- Diffusione: è una pianta comune in tutta Italia (non è presente in Sardegna e in qualche zona può essere rara). È inoltre abbastanza presente sui rilievi europei. È comune anche in Asia. Questa pianta è presente anche nel Nord America ma probabilmente è naturalizzata.
- Habitat: l'habitat tipico di questa specie sono i fanghi umidi, le zone incolte e i bordi dei ruscelli e fiumi; ma anche gli ambienti umidi e temporaneamente inondati e ambienti ruderali. Il substrato preferito è sia calcareo che siliceo con pH neutro e alti valori nutrizionali del terreno che può essere mediamente umido.
- Diffusione altitudinale: sui rilievi queste piante si possono trovare fino a 1600 m s.l.m.; frequentano quindi i seguenti piani vegetazionali: collinare e montano.

## Fitosociologia
Dal punto di vista fitosociologico la specie di questa scheda appartiene alla seguente comunità vegetale:
Formazione : delle comunità delle macro- e megaforbie terrestri
Classe : Molinio-Arrhenatheretea
Ordine : Potentillo-Polygonetalia
Alleanza : Potentillion anserinae

## Usi

### Farmacia
- Proprietà curative: antiscorbutica, vulneraria e  diuretica. Alcuni testi sconsigliano un uso prolungato delle foglie in quanto potrebbero essere dannose per i reni[6]
- Parti usate: le foglie, ma anche i fiori.

### Cucina
In diverse parti dell'Europa (ad esempio in Inghilterra e Svezia) vengono raccolte le foglie dell'“Erba di Santa Barbara”, bollite in acqua e quindi mangiate come ortaggio. Alcune specie possiedono un gusto molto amaro e sgradevole, mentre altre come la barbarea praecox (nota come crescione americano o erba barbara o rucola palustre) risultano essere di sapore simile al crescione d'acqua. In effetti non tutti gli animali si cibano di questa pianta (mentre i bovini la brucano regolarmente, i cavalli la rifiutano).

### Giardinaggio
Non è una pianta di grande decorazione, ma ugualmente viene usata nel giardinaggio soprattutto come pianta da mosaico e bordure. Esistono delle varietà da coltivazione (o cultivar) con più ordini di petali. È una pianta di facile coltivazione; si moltiplica per seme o per “divisione del piede” nelle varietà a petali doppi.

## Galleria d'immagini

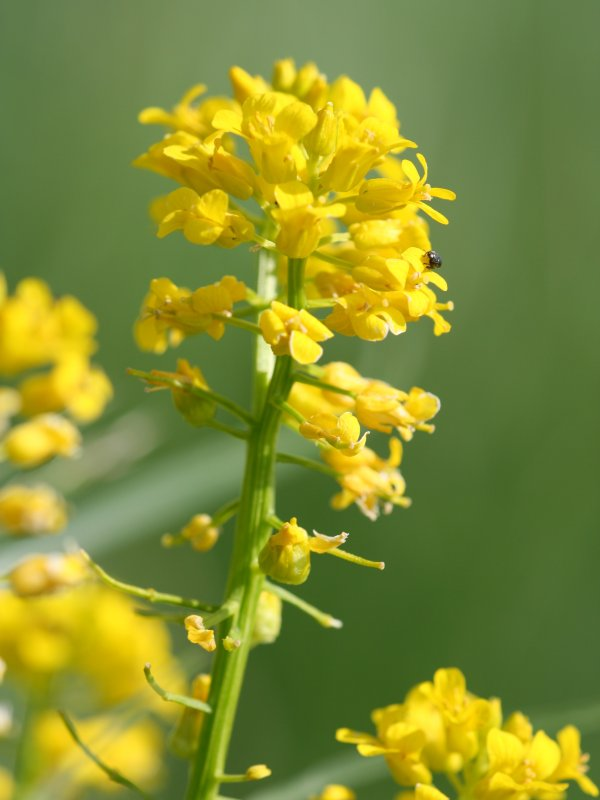
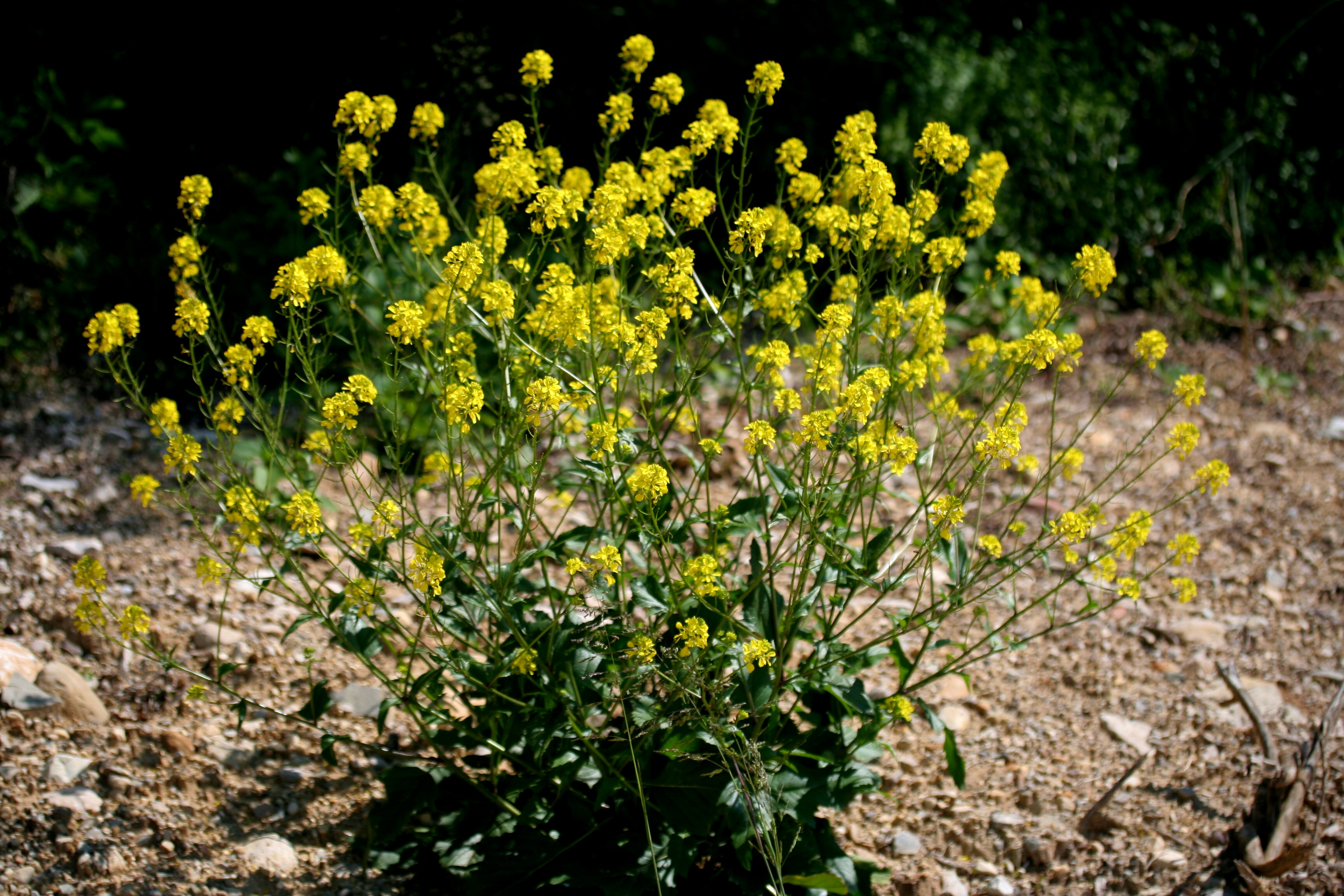
Località: Pasa, Sedico (BL), 356 m s.l.m.  - 14/05/2008
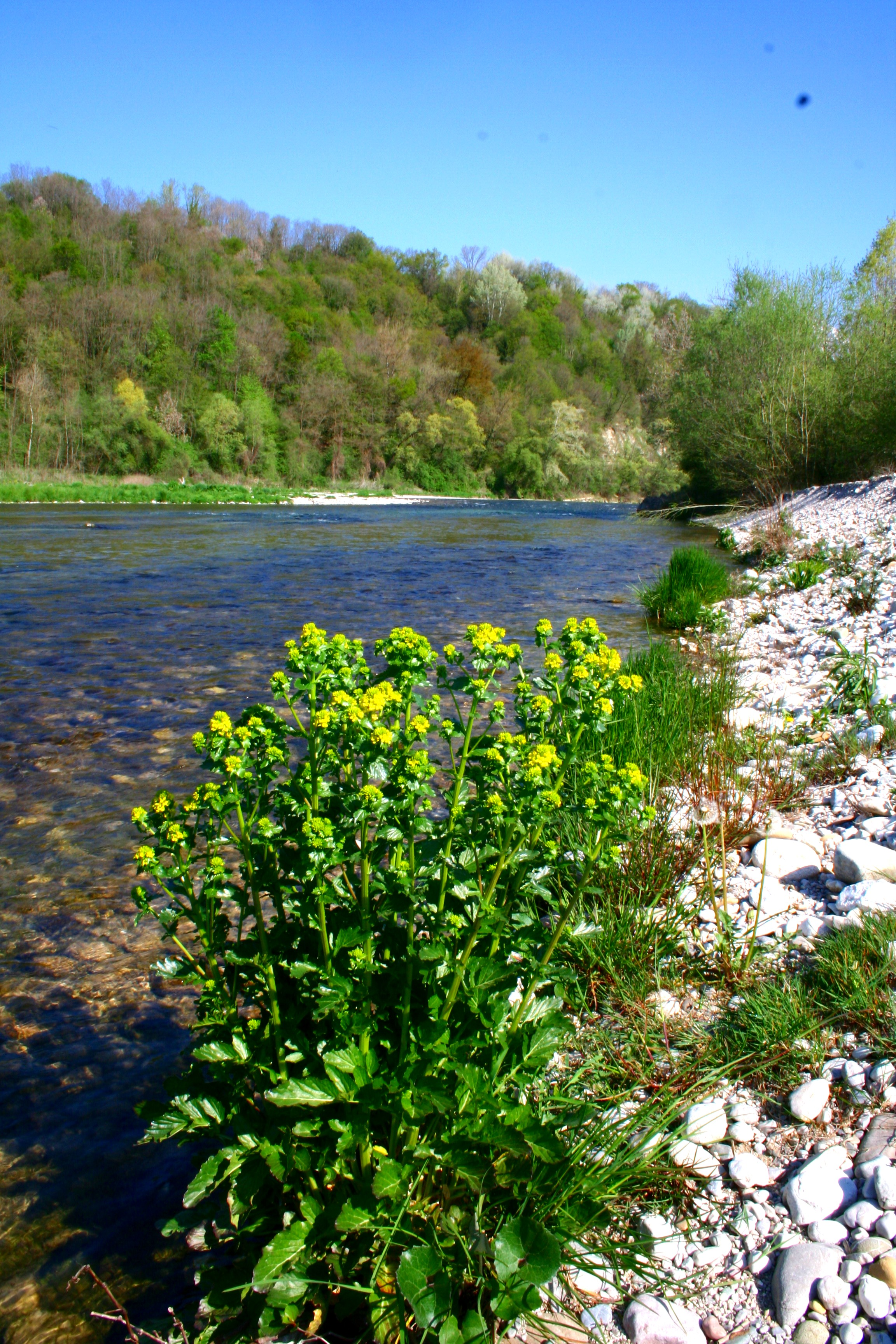
Località: Praloran, Limana (BL), 319 m s.l.m.  - 16/04/2007
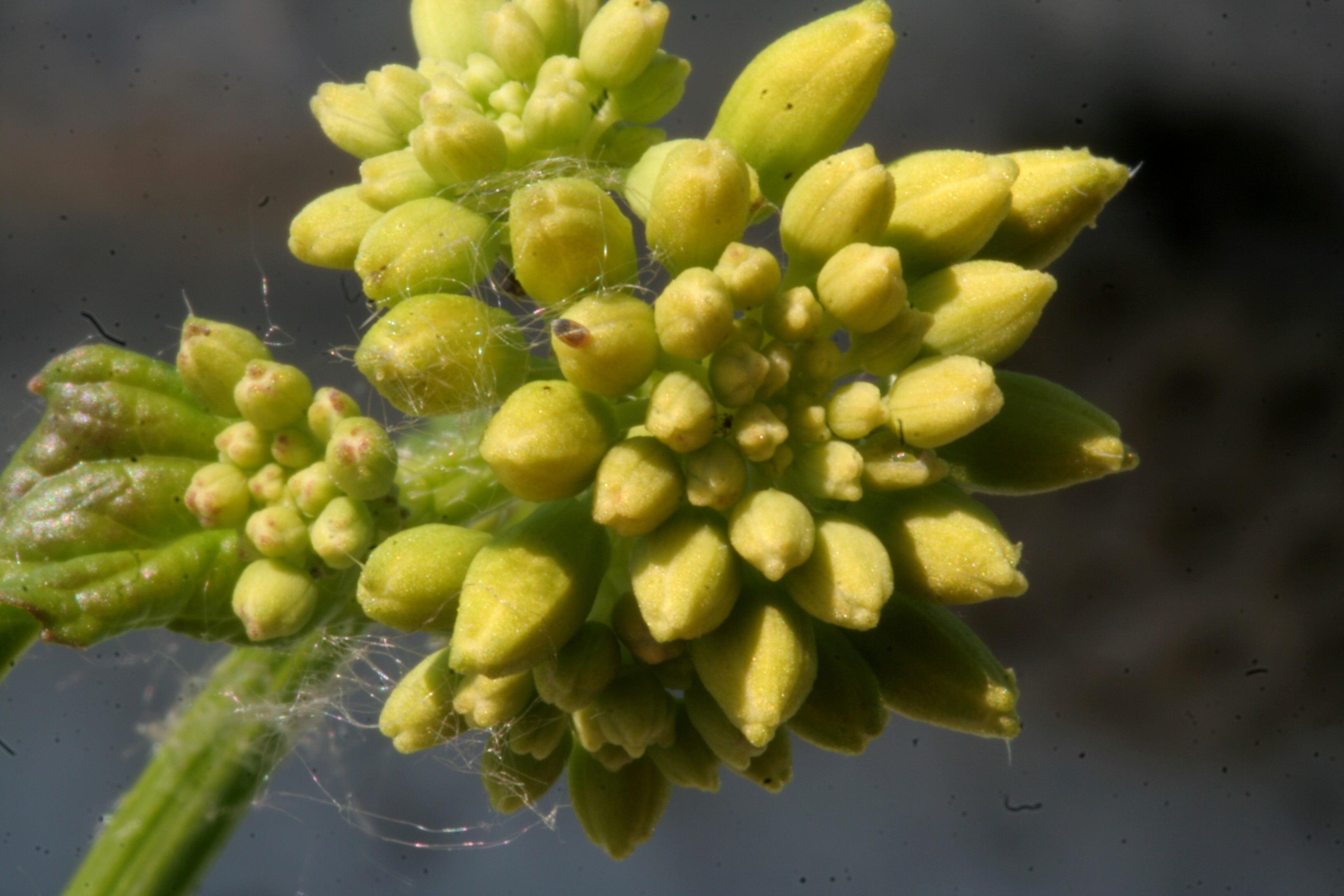
Località: Pasa, Sedico (BL), 356 m s.l.m.  - 14/05/2008